# Ladmugli, Aland
Ladmugli là một làng thuộc tehsil Aland, huyện Gulbarga, bang Karnataka, Ấn Độ.